# Alfredo Zalce
Alfredo Zalce Torres (Pátzcuaro, Michoacán; 12 de enero de 1908-Morelia, Michoacán; 19 de enero de 2003), fue un artista plástico mexicano, una de las figuras líderes del arte moderno mexicano. Sus temas más recurridos son los paisajes, mercados rurales, mujeres indígenas y animales de la región. Es autor de múltiples obras localizadas en Michoacán, México, entre las que destacan los murales ubicados en el interior de Palacio de Gobierno, en los que plasmó diferentes aspectos de la vida de los indígenas michoacanos.

## Biografía
Alfredo Zalce Torres nació en Pátzcuaro, Michoacán el 12 de enero de 1908. Sus padres, Ramón Zalce y María Torres Sandoval, fueron fotógrafos de profesión. Estudió en la Escuela Nacional de Artes Plásticas de 1924 a 1927, bajo la guía de Mateo Saldaña, tanto en la de escultura como en la talla directa. Fue asimismo alumno de Diego Rivera.
En 1930 recibió el encargo de fundar la Escuela de Pintura de Tabasco. En ese año junto con Isabel Villaseñor ejecutó un fresco al exterior de una escuela primaria de Ayotla, Estado de México. Fundador de una escuela de pintura en Taxco, en 1932 presentó su primera exposición en la Galería José Guadalupe Posada y pintó frescos en la escuela para mujeres, en la calle Cuba de la Ciudad de México. Enseñó dibujo en las primarias de la Secretaría de Educación (1932-1935) y se incorporó a las misiones culturales de 1936 a 1940); fue miembro fundador de la LEAR (Liga de Escritores Artistas Revolucionarios) y del Taller de Gráfica Popular.
Fue también profesor en la escuela de La Esmeralda y en la Academia de San Carlos en 1944. Ganador del premio del Salón de la Plástica Mexicana en 1978. Fue ganador del y Premio Nacional de Ciencias y Artes en el área de Bellas Artes en 2001.
Uno de sus alumnos más destacados es el pintor y escultor Juan Torres Calderón, quien le ayudó en la realización de uno de los murales del Palacio de Gobierno de Michoacán, en Morelia.
Ejerció, como en su momento lo hicieron José Guadalupe Posada, Leopoldo Méndez y los artistas del Taller de Gráfica Popular, una gran influencia sobre otros movimientos artísticos. Un ejemplo de ello, es el Grupo Espartaco de Argentina, y el Museo del Dibujo y la Ilustración de Buenos Aires atesora una importante colección de sus obras de estos artistas, algunos de los cuales fueron expuestos en la muestra "Resistencia y Rebeldía", realizada en el año 2008 en el Centro de la Cooperación.
Además del Museo de Arte de la Ciudad de México, cuentan con algunas de sus obras el Metropolitan Museum en Nueva York, EE. UU.; el Museo Nacional de Estocolmo, en Suecia; y el Museo Nacional de Varsovia, en Polonia.
Falleció una semana después de celebrar su 95 cumpleaños, la tarde del 19 de enero de 2003, de una insuficiencia cardíaca, en su casa de Morelia, Michoacán. En 1979 el gobierno de Michoacán creó el Premio de Artes Plásticas Alfredo Zalce como un homenaje a tan destacado artista pazcuarense.
Uno de sus colaboradores más reconocidos fue sin duda en la platería Ciro Olivos, oriundo de Tacambaro, Michoacán, quien elaboró infinidad de piezas de joyería en plata de una belleza única, estas por obvias razones salían bajo la firma del maestro Zalce.
Actualmente la casa donde vivía el pintor michoacano está abierta al público como casa-taller, donde se imparten diversos talleres y se llevan a cabo actividades artísticas. El edificio ahora pertenece al Gobierno del Estado de Michoacán y la Secretaría de Cultura de Michoacán (SECUM).

## Disciplinas desarrolladas
- Muralista
- Grabador
- Escultor
- Ilustrador
- Ceramista
- Diseñador de joyería

## Galería
Fragmentos del mural Gente y Paisaje de Michoacán Alfredo Zalce, 1962, Palacio de Gobierno de Michoacán, Morelia:

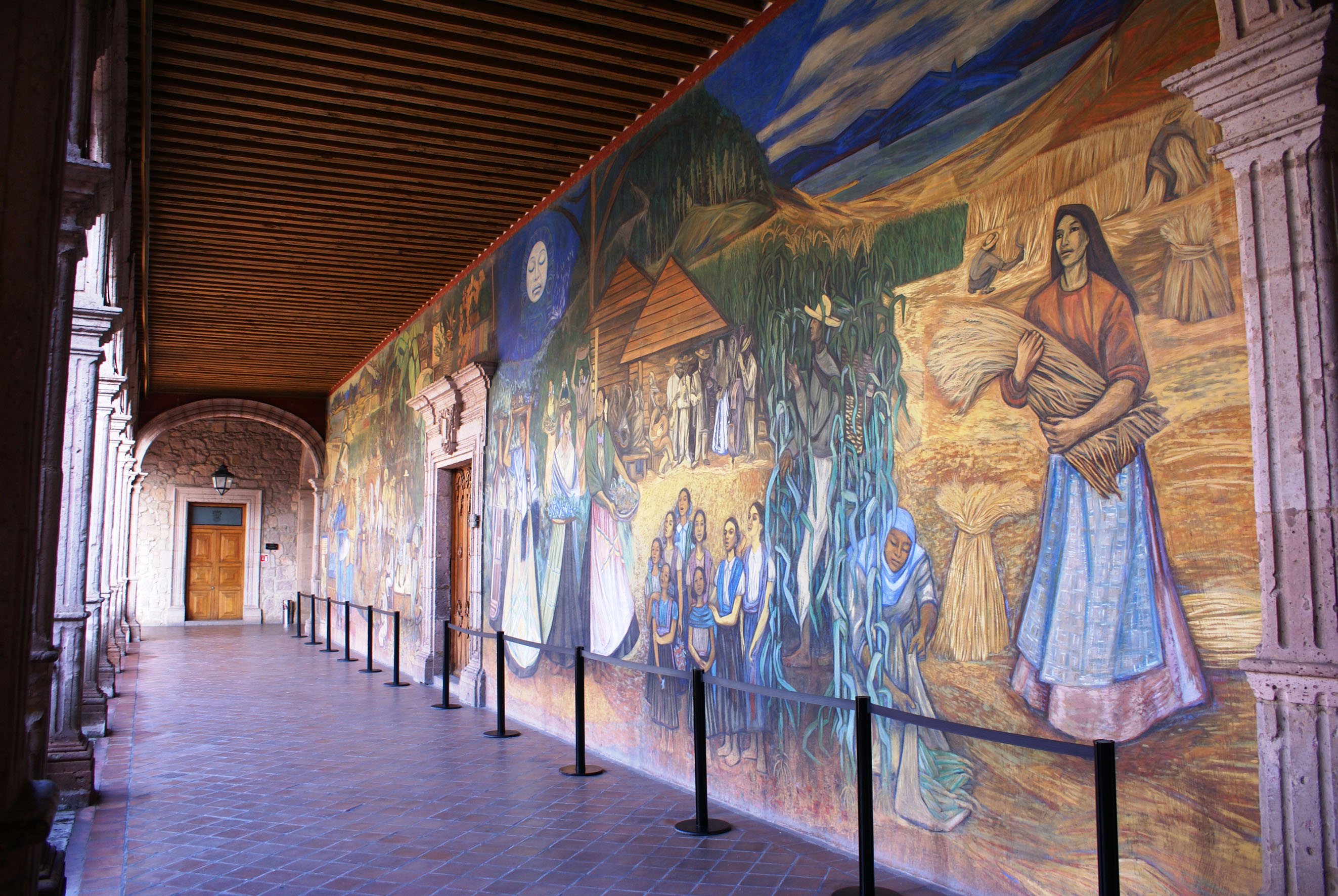
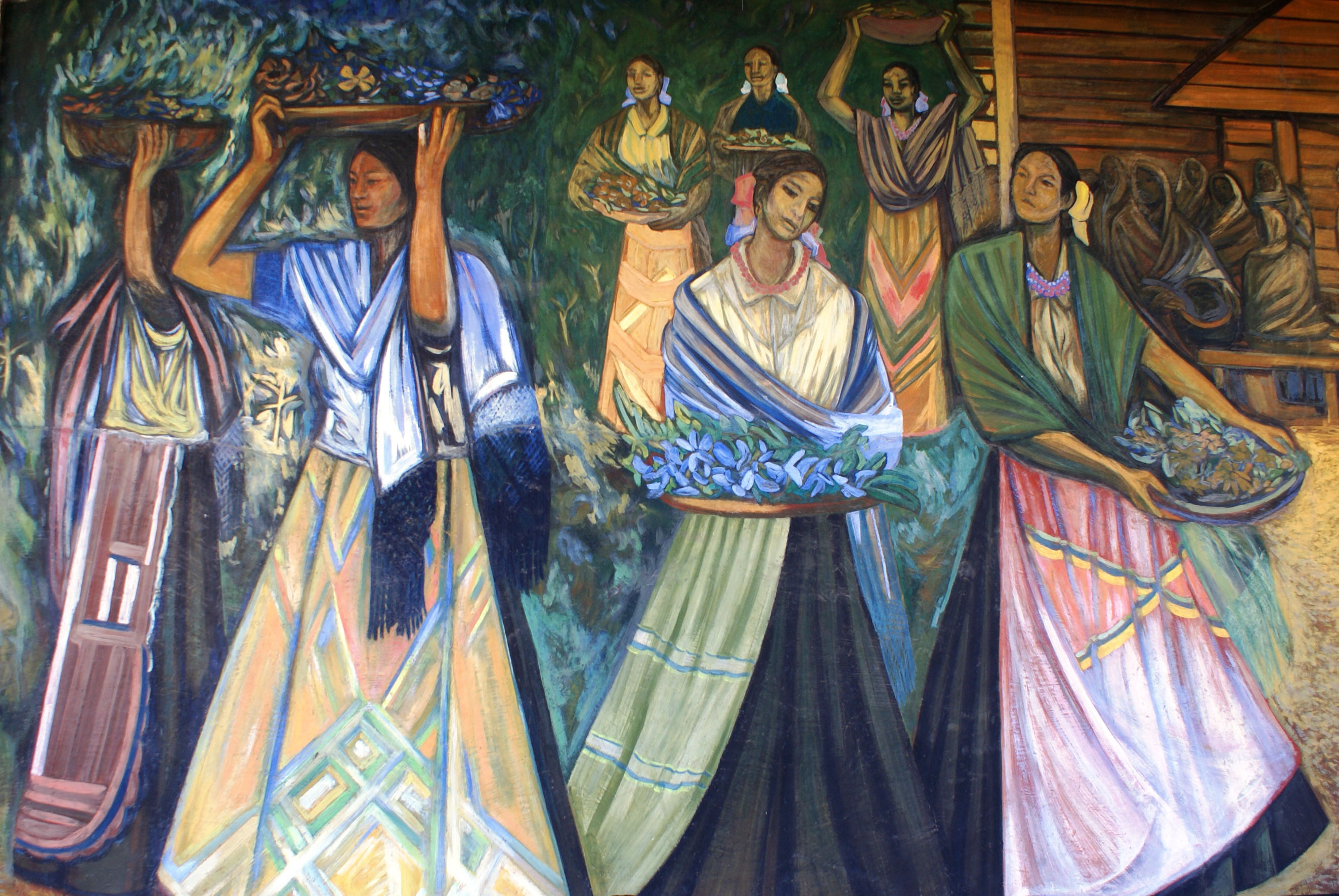
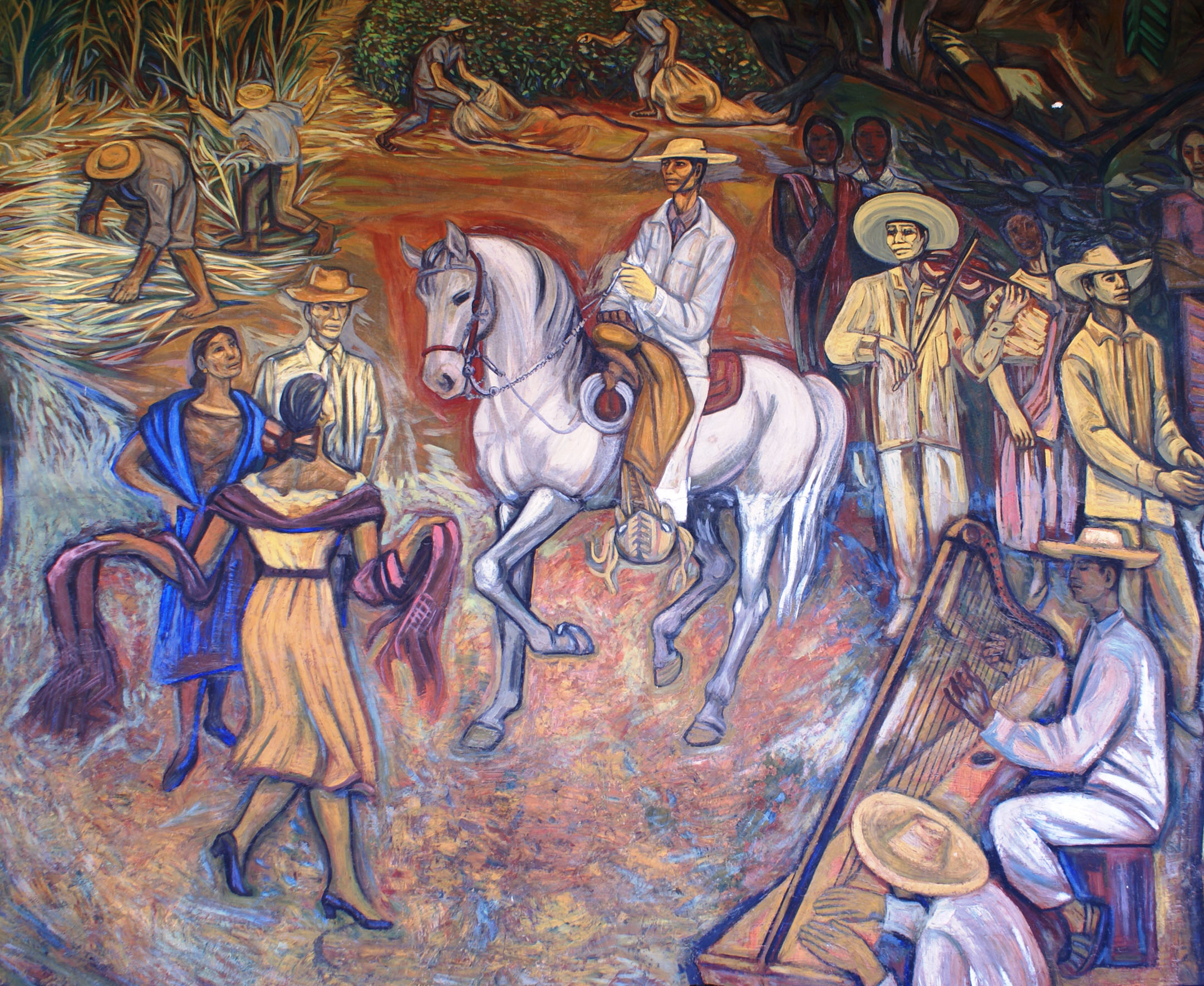
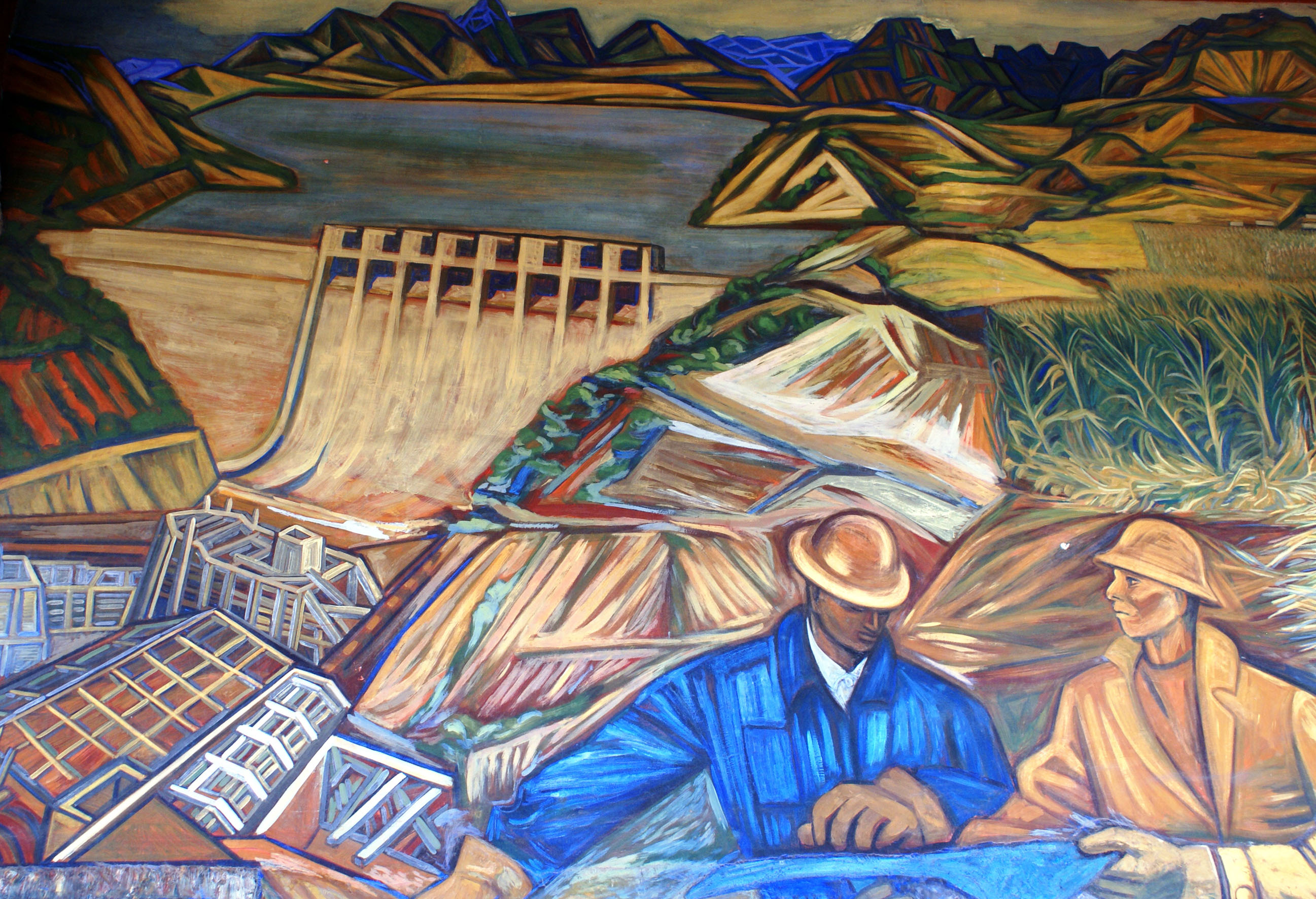
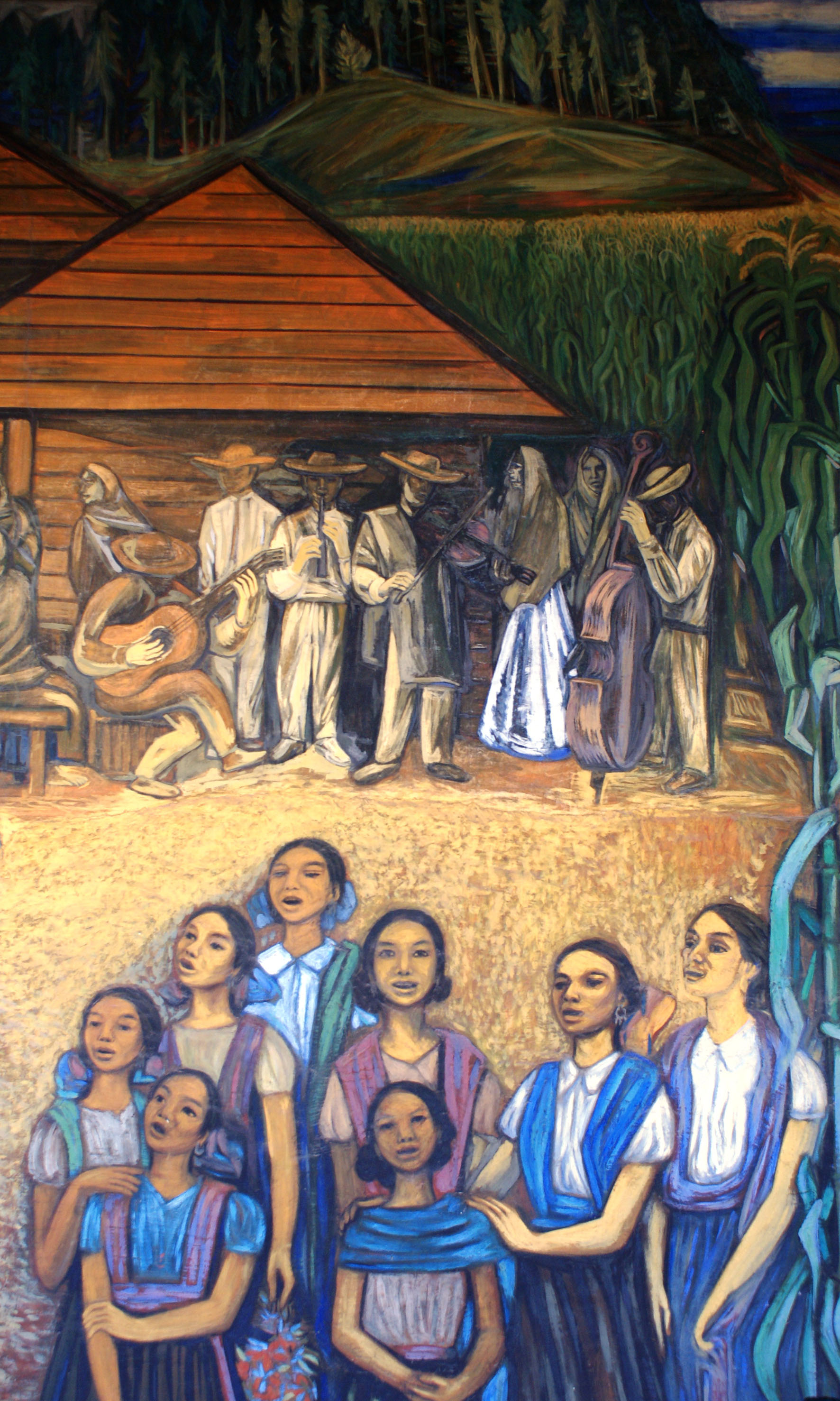
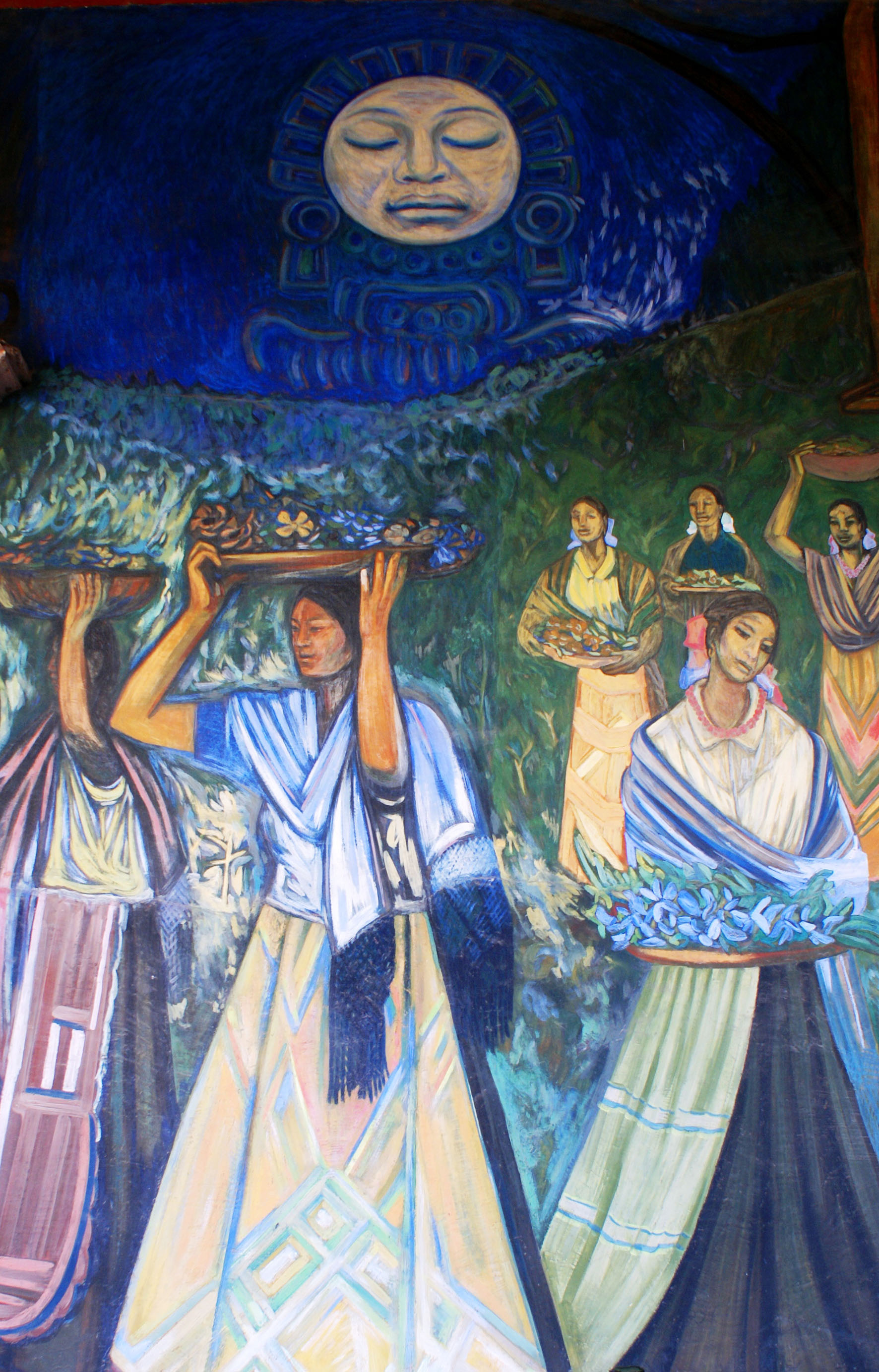
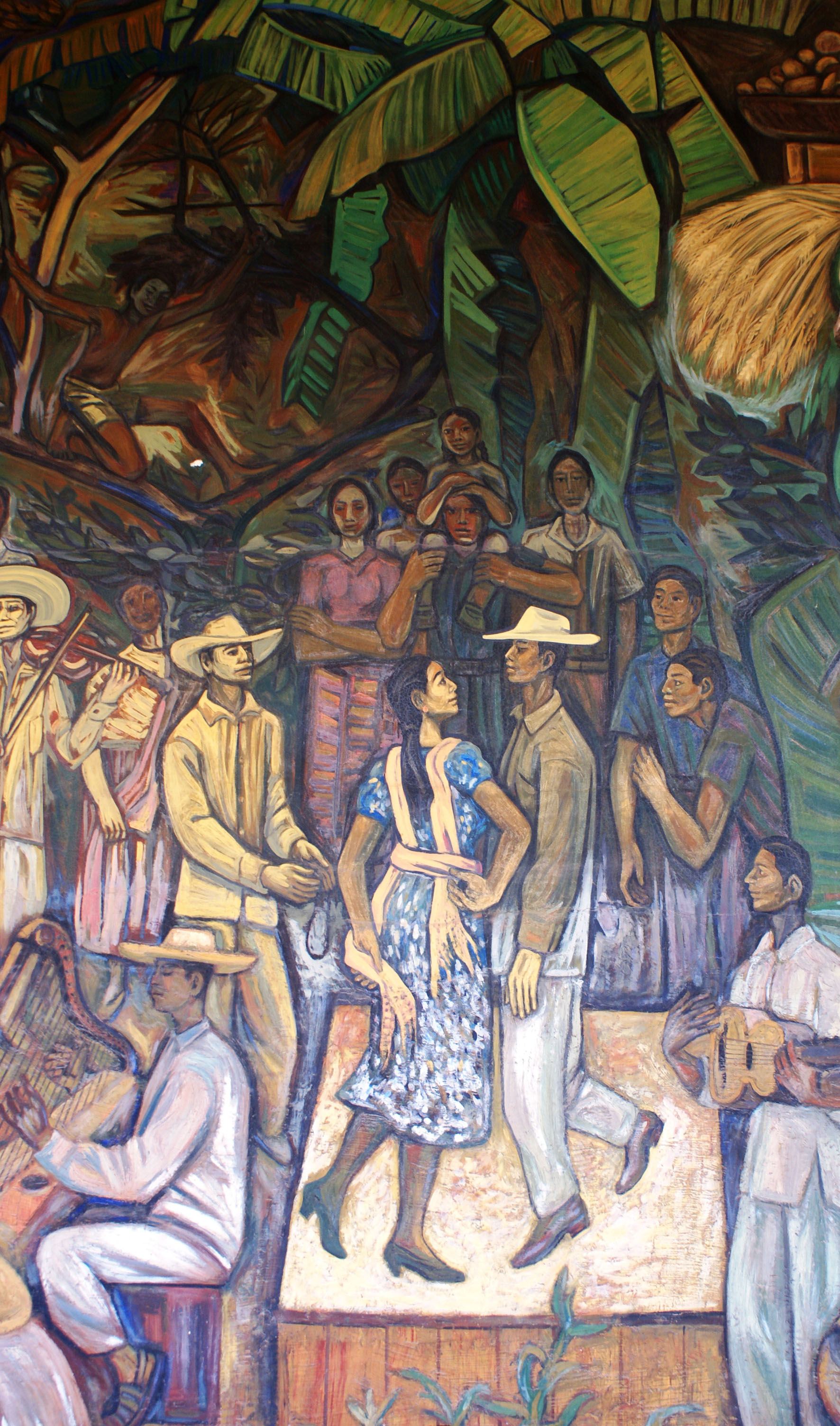
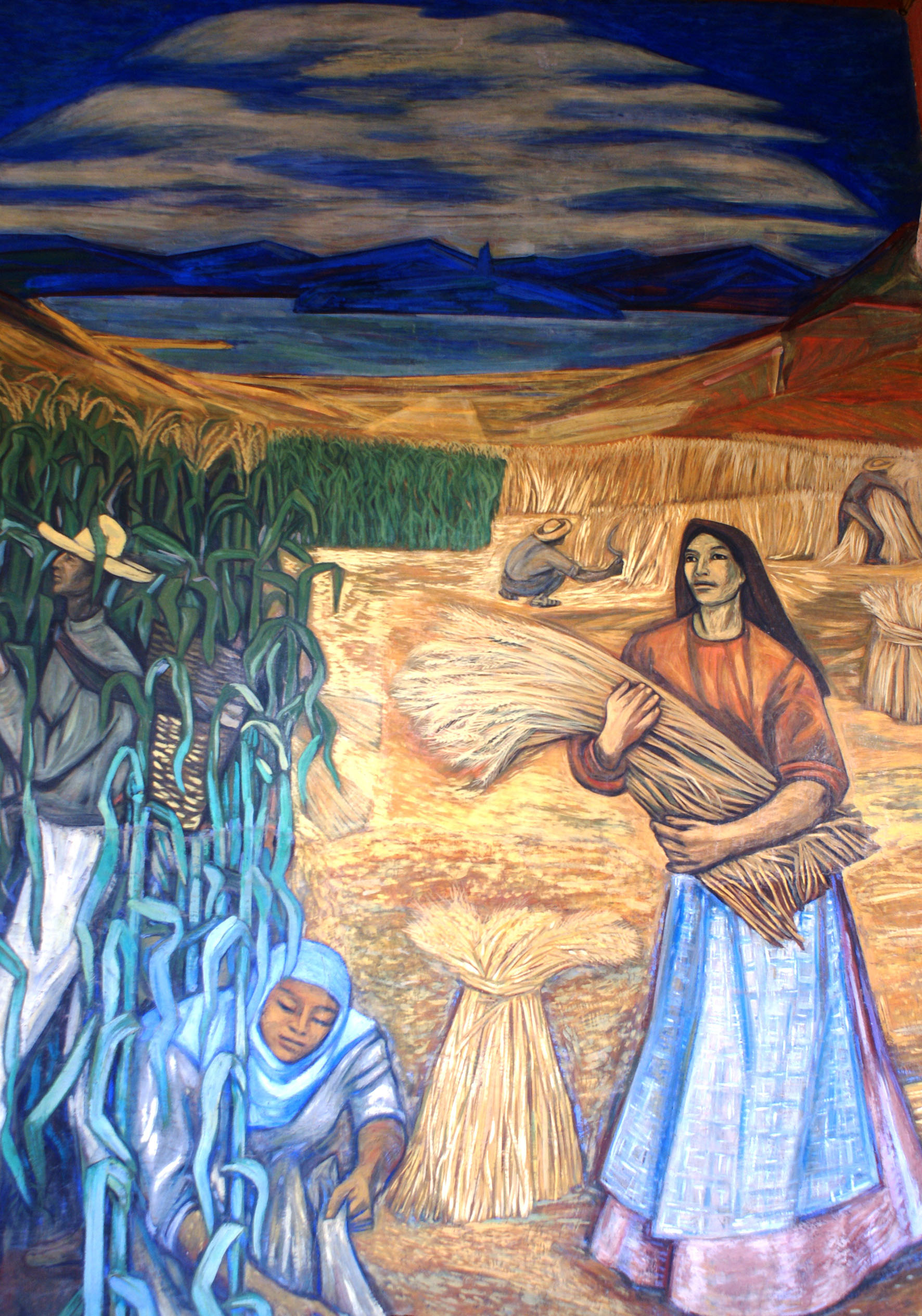